# 대한민국 형사소송법 제221조의3
대한민국 형사소송법 제221조의3는 감정의 위촉과 감정유치의 청구에 대한 형사소송법의 조문이다.

## 조문
제221조의3(감정의 위촉과 감정유치의 청구) ① 검사는 제221조의 규정에 의하여 감정을 위촉하는 경우에 제172조제3항의 유치처분이 필요할 때에는 판사에게 이를 청구하여야 한다. <개정 1980.12.18>
②판사는 제1항의 청구가 상당하다고 인정할 때에는 유치처분을 하여야 한다. 제172조 및 제172조의2의 규정은 이 경우에 준용한다. <개정 1980.12.18> [본조신설 1973.1.25]

第221條의3(鑑定의 委囑과 鑑定留置의 請求) ① 檢事는 第221條의 規定에 依하여 鑑定을 委囑하는 境遇에 第172條第3項의 留置處分이 必要할 때에는 判事에게 이를 請求하여야 한다.  <개정 1980.12.18.>

 ②判事는 第1項의 請求가 相當하다고 認定할 때에는 留置處分을 하여야 한다. 第172條 및 第172條의2의 規定은 이 境遇에 準用한다.  <개정 1980.12.18.>
[本條新設 1973.1.25.]

## 참고 문헌
- 손동권 신이철, 새로운 형사소송법(초판, 2013), 세창, 2013. ISBN 9788984114081